# Cynisca senegalensis
Cynisca senegalensis là một loài bò sát trong họ Amphisbaenidae. Loài này được Gans mô tả khoa học đầu tiên năm 1987.